# Maevia quadrilineata
Maevia quadrilineata là một loài nhện trong họ Salticidae.
Loài này thuộc chi Maevia. Maevia quadrilineata được Hasselt miêu tả năm 1882.